# 默蘇利珀德姆
默蘇利珀德姆（英語：Machilipatnam，泰卢固语:మచిలిపట్నం）位於印度安得拉邦的沿海城市。
大航海時代發展為交易的中繼站。當時除了熱帶農作物之外，此地還流通著種類眾多的印度特有紡織品及纖維。

## 人口
该地2001年总人口183370人，其中男性91400人，女性91970人；0—6岁人口19158人，其中男9622人，女9536人；识字率69.08%，其中男性为73.44%，女性为64.76%。